# アメリカ国防厚生管理本部

The Tricare logo

アメリカ国防厚生管理本部（アメリカこくぼうこうせいかんりほんぶ、英：TRICARE Management Activity）とは、全世界に展開中のアメリカ軍兵士の健康管理及び医療サービスを統括するアメリカ国防総省の現業部門である。
原語の「TRICARE」とは現役軍人、州兵及び予備役、退役軍人の三者を手厚く保護するという意味の造語であり、全て大文字で表記する。健康管理及び医療サービスの受益者には前三者の家族達も含まれる。
なお退役軍人の恩給年金はアメリカ合衆国退役軍人省が管理している。

## 組織
- 厚生管理本部長
- 法律顧問
- 参謀長
  - 事業計画統合部長
  - 退役軍人事業計画部長
- 国内運用部長
- 厚生管理本部副本部長
  - 主席衛生官(CMO)
  - 主席財務官(CFO)
  - 主席情報官(CIO)
  - 展開部隊衛生援護官
  - 衛生計画運用官代理
  - 薬剤運用官
- TRICARE北部地方局(TRO North)
- TRICARE南部地方局(TRO South)
- TRICARE西部地方局(TRO West)
- TRICARE海外地域局(TAO Oversea)